# Campeonato Ing. José Serrato
El Campeonato Ing. José Serrato, también conocido como Copa José Serrato, fue un torneo oficial de fútbol de primera división organizado por la Asociación Uruguaya de Fútbol de forma continua entre 1928 y 1930, así denominado en honor del presidente de Uruguay José Serrato, artífice de la unificación de los clubes de la disidente Federación Uruguaya de Football con los de la Asociación Uruguaya de Fútbol, durante el Cisma del fútbol uruguayo.
Se trató de un certamen oficial organizado por la AUF, cuya recaudación fue donada con fines benéficos hacia el fútbol del interior. Del torneo participaban todos los clubes de la Primera División y tenía formato eliminatorio.
Tras la primera edición ganada por Nacional en 1928, las otras dos quedaron inconclusas. En 1929, la final concluyó en empate entre Nacional y Peñarol. El torneo, disputado durante los últimos meses del año, establecía coordinar una segunda final como desempate, situación que no llegó a concretarse. En 1930 se volvió a disputar, pero la final —entre Nacional y Sud América— no se pudo jugar por una huelga de jugadores.

## Campeones del Campeonato Ing. José Serrato

### Títulos por año
| Año  | Campeón   | Resultado | Subcampeón  | Sede de la final                |
| ---- | --------- | --------- | ----------- | ------------------------------- |
| 1928 | Nacional  | 1:0       | Peñarol     | Gran Parque Central, Montevideo |
| Año  | Finalista | Resultado | Finalista   | Sede de la final                |
| 1929 | Nacional  | 1:1       | Peñarol     | Gran Parque Central, Montevideo |
| 1930 | Nacional  | Susp.     | Sud América | Gran Parque Central, Montevideo |

### Títulos por equipo
| Equipo   | Departamento | Títulos | Subtítulos | Años de los campeonatos |
| -------- | ------------ | ------- | ---------- | ----------------------- |
| Nacional | Montevideo   | 1       | 0          | 1928                    |
| Peñarol  | Montevideo   | 0       | 1          |                         |